# Apátistvánfalva
Apátistvánfalva (slowenisch Števanovci) ist eine ungarische Gemeinde im Kreis Szentgotthárd im Komitat Vas. Mehr als die Hälfte der Bewohner zählt zur Volksgruppe der Slowenen.

## Geografische Lage
Apátistvánfalva liegt 46 Kilometer südwestlich des Komitatssitzes Szombathely, 6 Kilometer südlich der Kreisstadt Szentgotthárd an dem Fluss Hársas-patak und grenzt im Süden an Slowenien. Nachbargemeinden sind Orfalu und Kétvölgy.

## Geschichte
Im Jahr 1913 gab es in der damaligen Kleingemeinde 128 Häuser und 499 Einwohner auf einer Fläche von 1470 Katastraljochen. Sie gehörte zu dieser Zeit zum Bezirk Szentgotthárd im Komitat Vas.

## Söhne und Töchter der Gemeinde
- Károly Krajczár (1936–2018), Autor, Pädagoge und Volksmärchensammler

## Sehenswürdigkeiten
- Grenzwacht-Gedenkstätte und Museum (Határőr Emlékhely és Múzeum)
  - Im Museum befindet sich eine Statue von Szent László, dem Schutzpatron der Grenzwächter (Szent László, a határőrök védőszentje szobra)
- Mariensäule (Mária-oszlop), erschaffen 1899 von József Hudetz
- Naturlehrpfad Rókagomba tanösvény
- Römisch-katholische Kirche Harding Szent István, erbaut um 1786 im spätbarocken Stil
- Weltkriegsdenkmal (Hősi halottak emlékműve) mit Statue von Árpád, erschaffen 1925 von Ede Kallós

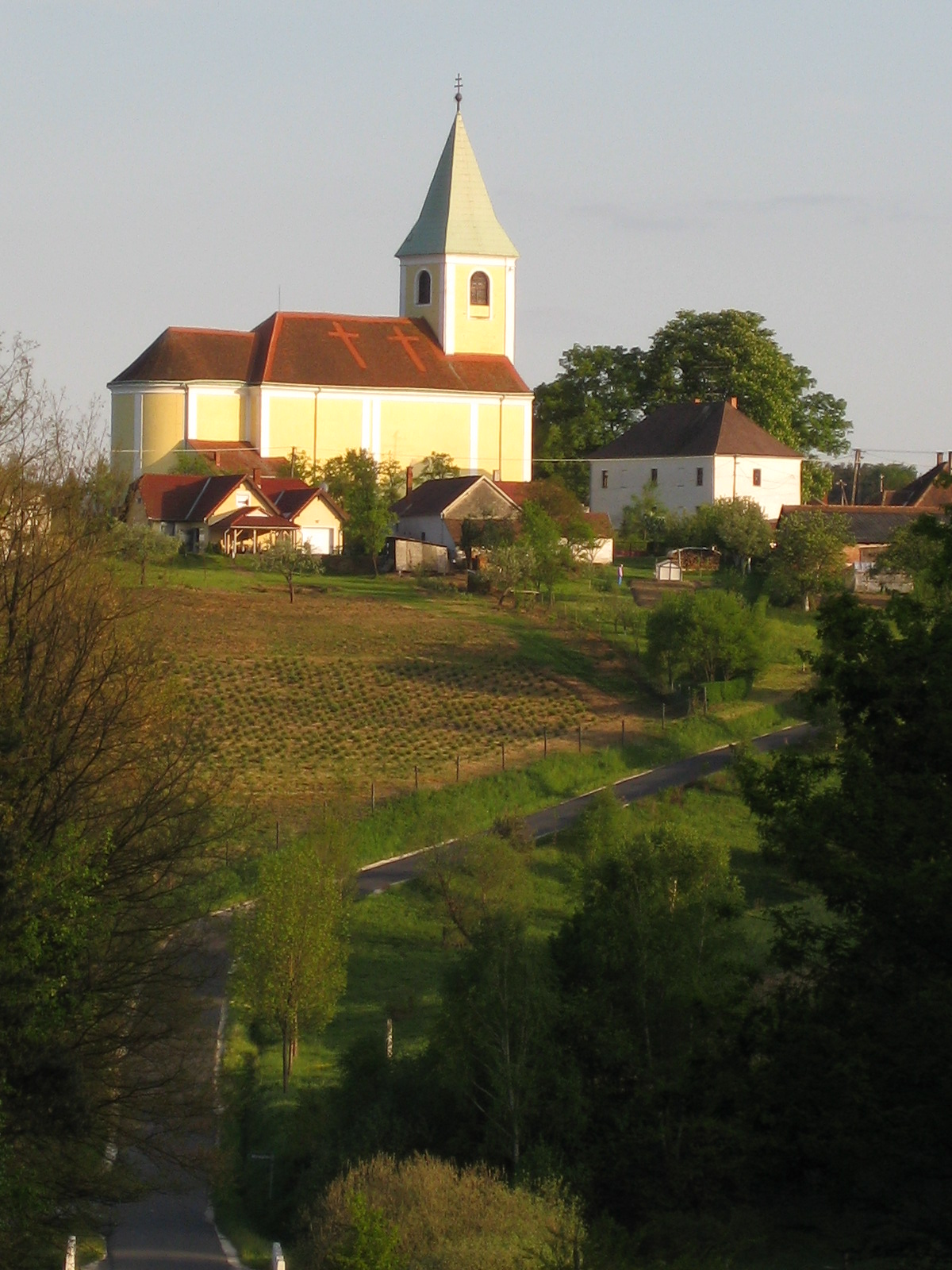
Röm.-kath. Kirche Harding Szent István
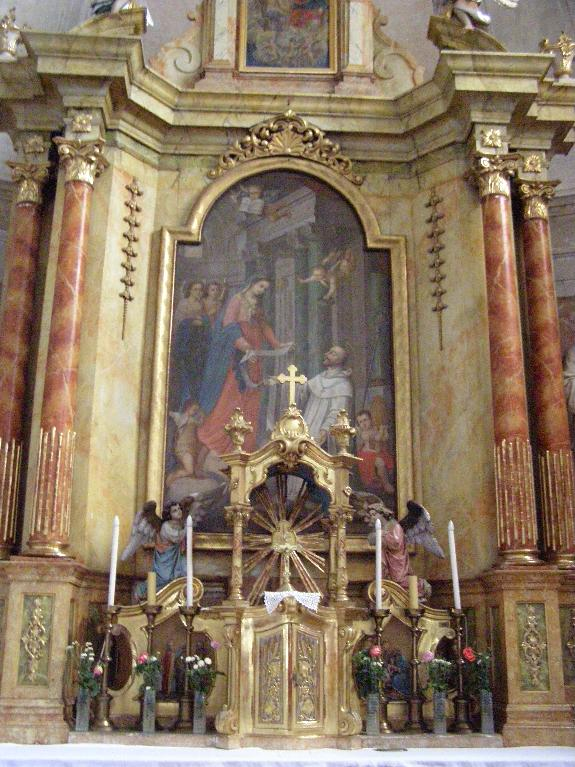
Hauptaltar der Kirche
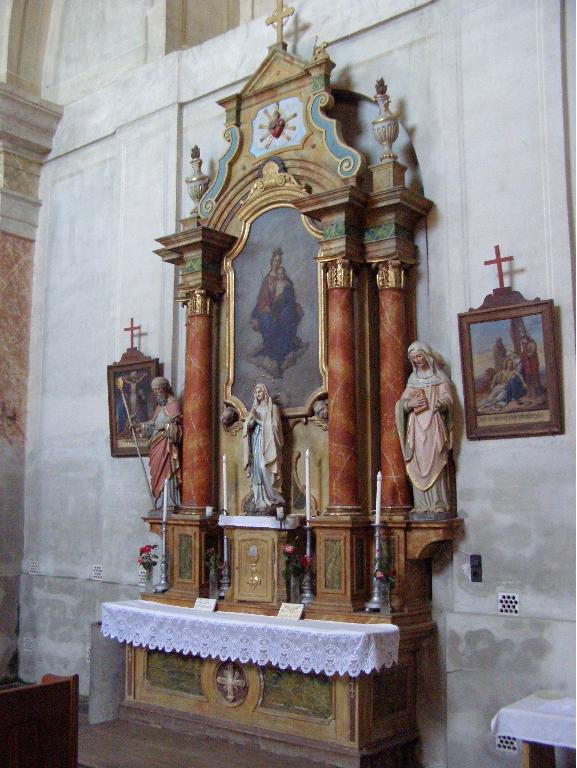
Seitenaltar
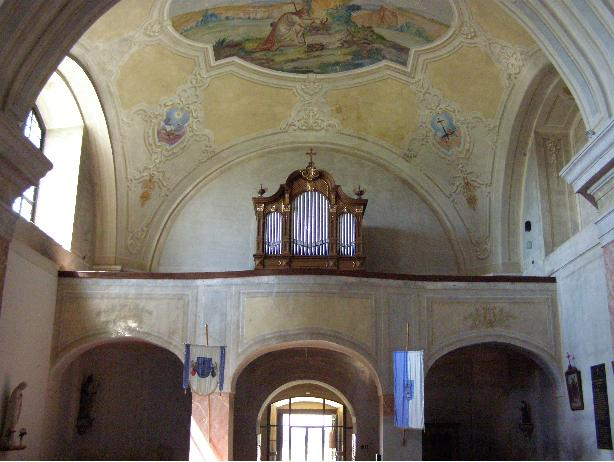
Blick auf die Orgel
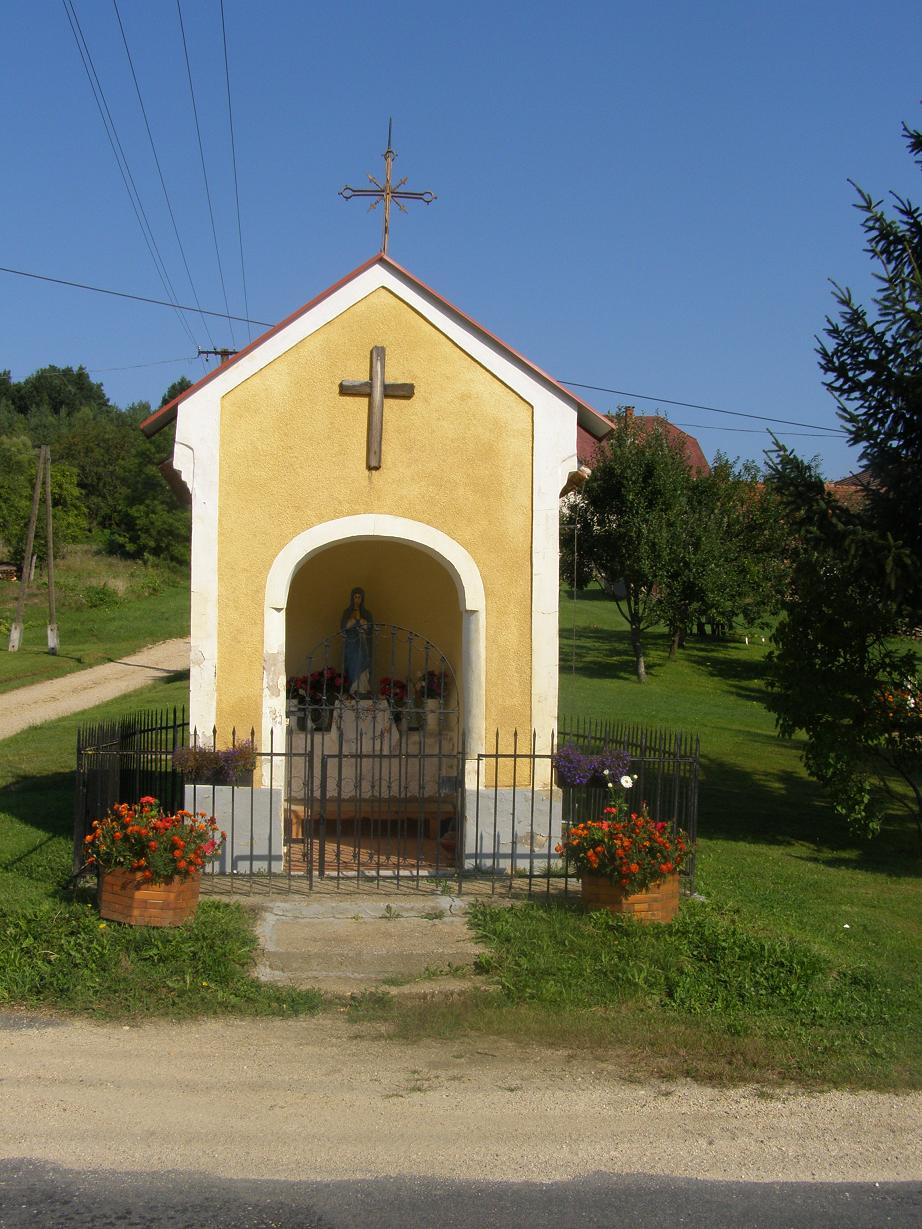
Kapelle
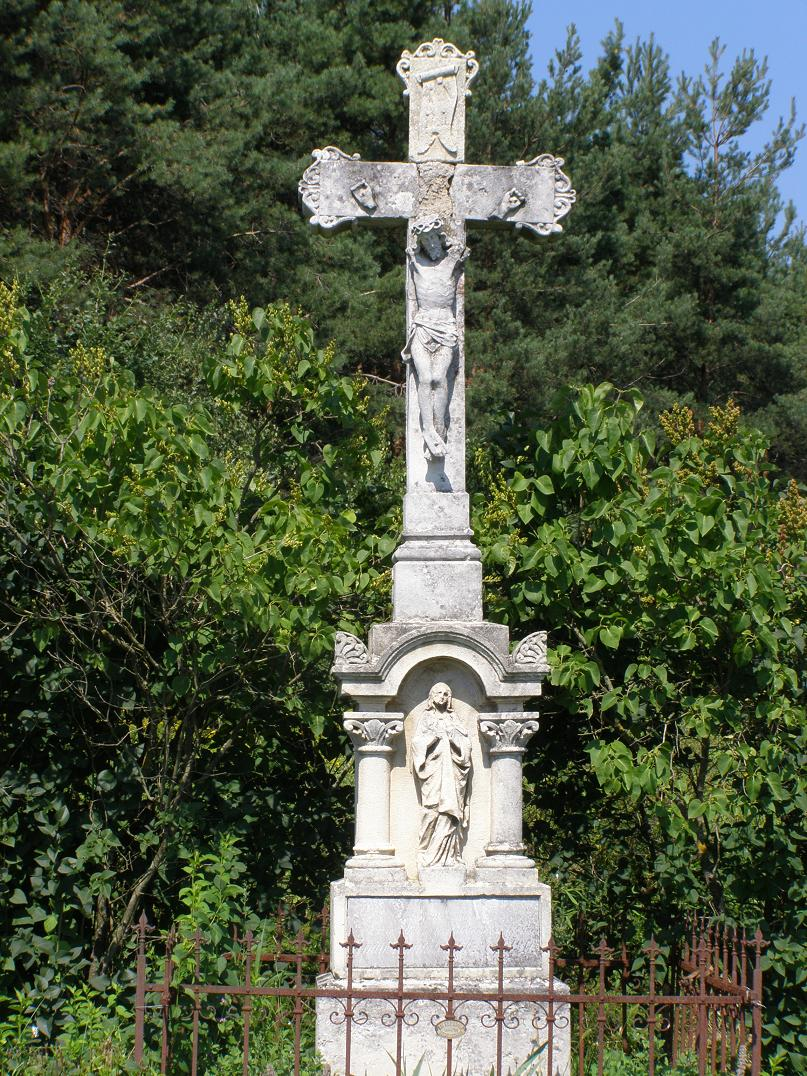
Steinkreuz
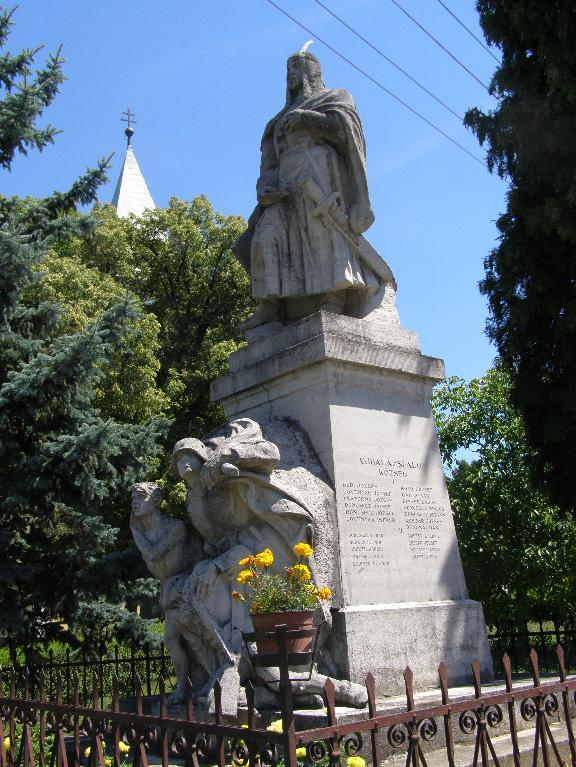
Weltkriegsdenkmal mit Árpád-Statue
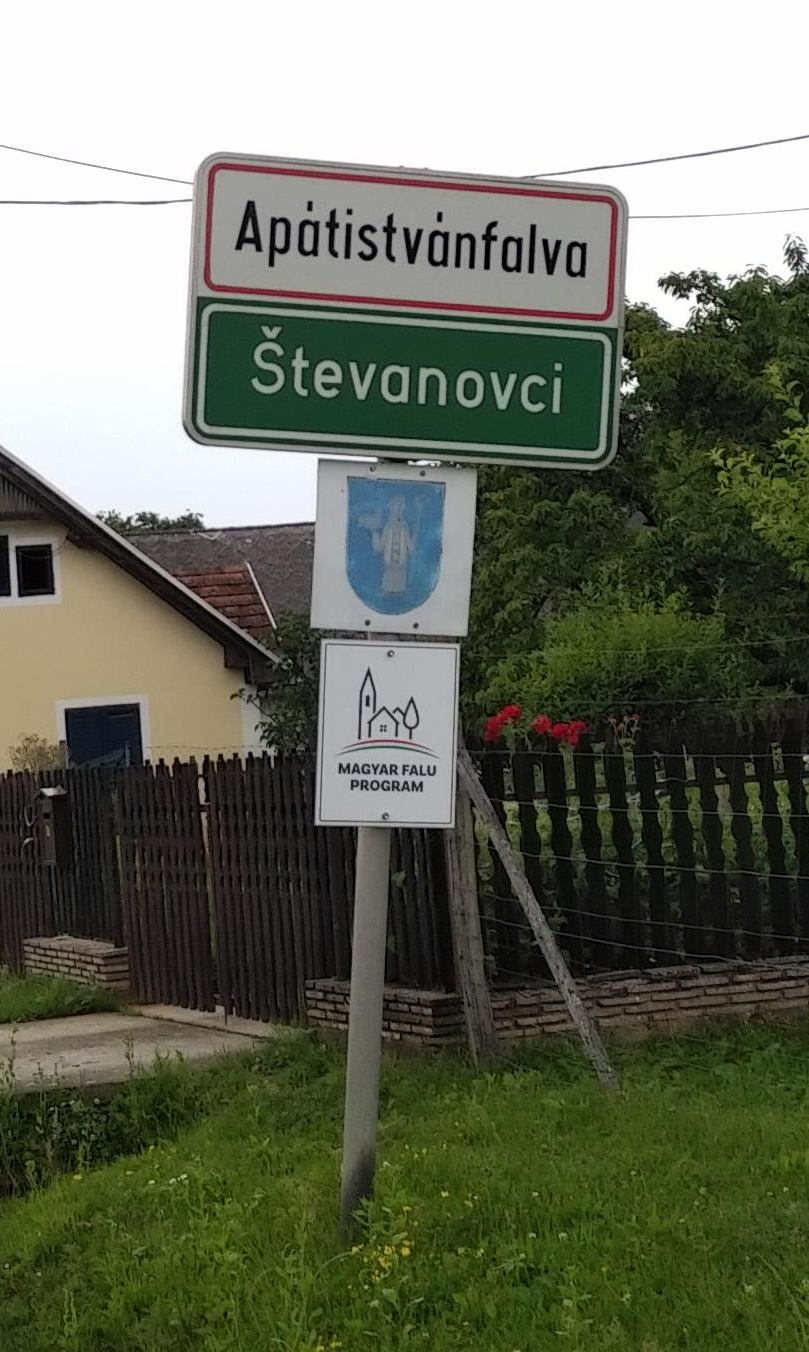
Zweisprachige Ortstafel auf Ungarisch und Slowenisch

## Verkehr
In Apátistvánfalva trifft die Landstraße Nr. 7456 auf die Nr. 7458, die in südwestlicher Richtung zur slowenischen Grenze führt. Der nächstgelegene Bahnhof befindet sich in Szentgotthárd.